# Waba
Waba (kinesiska: 瓦巴, 瓦巴乡, 沙拉) är en socken i Kina. Den ligger i den autonoma regionen Tibet, i den sydvästra delen av landet, omkring 530 kilometer öster om regionhuvudstaden Lhasa.
Genomsnittlig årsnederbörd är 669 millimeter. Den regnigaste månaden är juli, med i genomsnitt 124 mm nederbörd, och den torraste är december, med 3 mm nederbörd.